# Aziatische wilde hond
De Aziatische wilde hond (Cuon alpinus), ook wel rode hond, alpenhond, dhole of adjak genoemd, is een hondachtige uit Midden- en Zuidoost-Azië.

## Kenmerken
De Aziatische wilde hond lijkt enigszins op een groot uitgevallen vos. De vacht is effen bruingeel of donkerrood, met donkere staart en lichte buik. De poten zijn naar verhouding kort. De lengte van het dier is ongeveer 90 centimeter, met een staart van 40 à 45 centimeter. Zijn gewicht ligt rond de 15 à 20 kilogram. 

## Leefwijze
De Aziatische wilde hond jaagt overdag in horden op kleine dieren en middelgrote hoefdieren, zoals herten, en eet ook vruchten. Bij het jagen brengt het dier een karakteristiek, knorrend geluid voort. De groepen zijn territoriaal ingesteld en bevatten meestal 5 tot 12 individuen.

## Verspreiding
Deze soort komt alleen in het wild voor in Azië in bergachtige bosgebieden, vooral in het oosten en het zuiden. Exemplaren uit koude streken hebben een aanzienlijk dikkere vacht. Hoewel deze soort nog in een relatief groot gebied voorkomt, neemt hun aantal en verspreiding af. Enkele ondersoorten zijn zeer bedreigd en mogelijk al uitgeroeid.

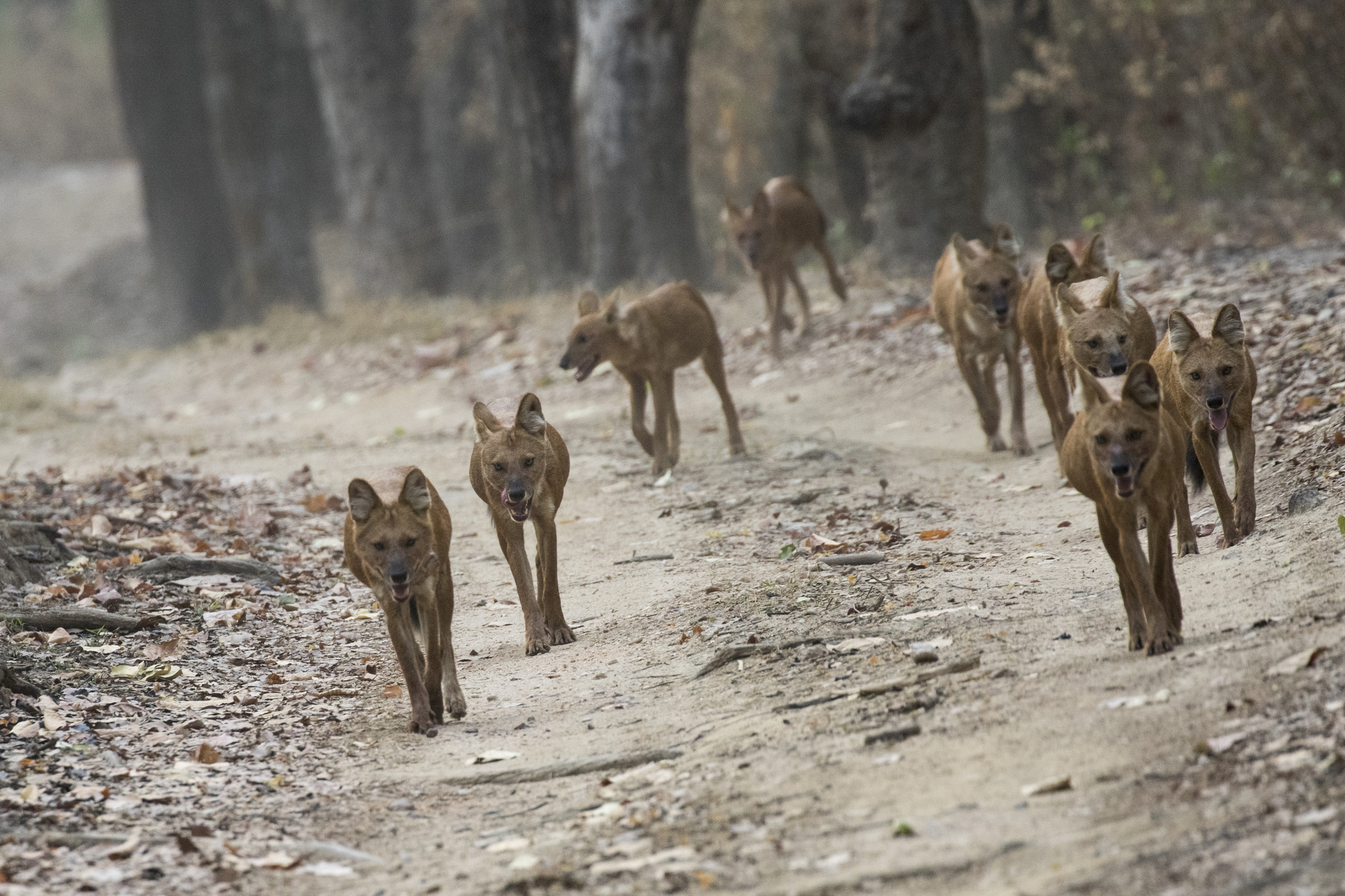
Aziatische wilde hond in groep